# Vergons
Vergons è un comune francese di 122 abitanti situato nel dipartimento delle Alpi dell'Alta Provenza della regione della Provenza-Alpi-Costa Azzurra.
È il luogo dove si svolge la vicenda immaginaria narrata da Jean Giono: L'uomo che piantava gli alberi.
Jean Giono stesso ha confermato l'origine fantastica del racconto.

## Società

### Evoluzione demografica
Abitanti censiti